# Stichting Metakids
Stichting Metakids is een Nederlandse stichting die fondsen werft voor onderzoek naar stofwisselingsziekten. In 2024 is MetaKids het goede doel van 3FM Serious Request.

## Missie en visie
Metakids voorziet een wereld waarin stofwisselingsziekten behandelbaar of te voorkomen zijn, dat geen kind meer komt te (over)lijden aan een metabole ziekte. Om dit te bereiken zamelen ze geld in om onderzoek naar metabole ziekten mogelijk te maken.
Metakids gebruikt ambassadeurs om hun missie en visie publiekelijk bekender te maken. Ambassadeurs en ambassadrices zijn bijvoorbeeld Rick Brandsteder, en Carly Wijs.